# Grand Prix de Cherves
Le Grand Prix de Cherves est une course cycliste française qui se déroule au mois d'août près de Cherves, dans le département de la Vienne. Elle est organisée conjointement par le Cycle Poitevin et l'AC Cherves

## Histoire
En 2014 et 2016, la course fait partie de la Coupe de France DN2.
En 2017, elle constitue une manche de la Coupe de France juniors,. 
Depuis 2018, elle figure au programme de la Coupe de France DN1. 

## Palmarès depuis 1985
| Année     | Vainqueur              | Deuxième             | Troisième             |
| --------- | ---------------------- | -------------------- | --------------------- |
| 1985      | Emmanuel Guyen         | Gilles Collon        | C. Collon             |
| 1986-1987 | ?                      | ?                    | ?                     |
| 1988      | Éric Gibeaux           | Jean-Paul Romion     | Joël Arbia            |
| 1989      | Patrick Friou          | Rémy Richard         | Bruce Pean            |
| 1990      | Didier Dupuis          |                      |                       |
| 1991      | Gilbert Berron         | Christophe Bercy     | Francis Eprinchard    |
| 1992      | Alain Le Gouëzigou     | Frédéric Mainguenaud | Éric Dudoit           |
| 1993      | Michaël Mainguenaud    | Bruno Lavidalle      | Patrick Cossard       |
| 1994      | Joël Arbia             | P. Lièvre            | Jean-Maurice Charrier |
| 1995      | Philippe Moreau        | Tony Raby            | Yohan Poirier         |
| 1996      | Stéphane Morin         | Patrick Ossowski     | Éric Samoyeault       |
| 1997      | Cédric Ribardière      | Frédéric Berland     | Olivier Laulergue     |
| 1998      | Yohan Poirier          | Olivier Bossis       | Frédéric Ribardière   |
| 1999      | Alexandre Adalbert     | Franck Bigaud        | Loïc Herbreteau       |
| 2000      | Sébastien Chavanel     | Artur Szaricz        | Alain Le Gouëzigou    |
| 2001      | Artur Szaricz          | Darren Moore         | Willy Perrocheau      |
| 2002      | Alexandre Adalbert     | Paul Brousse         | David Milon           |
| 2003      | Alexandre Bousseau     | Cédric Lucasseau     | Paul Brousse          |
| 2004      | Jean-Christophe Currit | Cédric Lucasseau     | Guylain Friou         |
| 2005      | Damien Pinot           |                      |                       |
| 2006      | Sébastien Champalou    | Fabrice Vigier       | Anthony Camail        |
| 2007      | Stefan Kushlev         | Fabien Fernandez     | Sylvain Déchereux     |
| 2008      | Stefan Kushlev         | Médéric Clain        | Mickaël Szkolnik      |
| 2009      | Jean-Philippe Leroyer  | Yvan Sartis          | Willy Perrocheau      |
| 2010      | Benoît Luminet         | Médéric Clain        | Josselin Maillet      |
| 2011      | Guillaume Belgy        | Bryan Nauleau        | Angélo Tulik          |
| 2012      | Mickaël Larpe          | Julien Guay          | Ronan Racault         |
| 2013      | Lorrenzo Manzin        | Mickaël Guichard     | Julien Lamy           |
| 2014      | Jérémy Fabio           | Étienne Tortelier    | Ronan Racault         |
| 2015      | non disputé            | non disputé          | non disputé           |
| 2016      | Fabien Schmidt         | Geoffrey Thévenez    | Benjamin Le Montagner |
| 2017      | Killian Théot          | Erwann Guenneugues   | Valentin Retailleau   |
| 2018,     | Stylianós Farantákis   | Karl Patrick Lauk    | Simon Guglielmi       |
| 2019      | Alexandre Delettre     | Louis Louvet         | Florian Maitre        |